# Malthinus kumejimensis
Malthinus kumejimensis is een keversoort uit de familie soldaatjes (Cantharidae). De wetenschappelijke naam van de soort werd in 1986 gepubliceerd door Sato.